# Grammatostomias dentatus
Grammatostomias dentatus es una especie de pez de la familia Stomiidae en el orden de los Stomiiformes.

## Morfología
Los machos pueden llegar alcanzar los 15,9 cm de longitud total.

## Hábitat
Es un pez de mar y de aguas profundas que vive hasta 3.786 m de profundidad.

## Distribución geográfica
Se encuentra al oeste de Cabo Verde el  Atlántico norte (entre 20 ° N y 38 ° N) y el suroeste del Atlántico (entre 20 ° S y 30 ° S).